# Буй Хоанг В'єт Ань
Буй Хоанг В'єт Ань (в'єт. Bùi Hoàng Việt Anh, нар. 1 січня 1999) — в'єтнамський футболіст, центральний захисник клубу «Конган Ханой» та національної збірної В'єтнаму.

## Клубна кар'єра
В'єт Ан народився в районі Донг Хунг провінції Тхайбінь.
Вихованець клубу «Ханой», але на дорослому рівні дебютував у клубі «Хонг Лінь Хатінь», куди був відданий в оренду і з яким виграв в'єтнамський Другий дивізіон у 2019 році та піднявися до В.Ліги 1 у 2020 році.
У вищому дивізіоні країни дебютував 2020 року за рідний «Ханой» і став основним центральним захисником, коли грав замість До Дуй Мана та Тран Дінь Тронга, обидва з яких були травмовані. З командою вигравав чемпіонат, Кубок та Суперкубок В'єтнаму.
У жовтні 2023 року В'єт Ань залишив «Ханой», щоб перейти до чинного чемпіона, клубу «Конган Ханой».

## Міжнародна кар'єра
В'єт Ань також був викликаний головним тренером Пак Хан Со до молодіжної збірної В'єтнаму U-23 на молодіжний чемпіонат Азії 2020 року, де В'єтнамці посіли останнє місце у групі.
У середині серпня 2020 року він був одним із 36 гравців, яких головний тренер Пак Хан Со запропонував викликати до національної збірної В'єтнаму, але тренувальний табір зрештою було відкладено через пандемію COVID-19. На третій раунд кваліфікації до чемпіонату світу 2022 року Пак Хан Со таки викликав В'єт Аня для підготовки до матчу проти Австралії 7 вересня 2021 року, в якому збірна В'єтнаму програла з рахунком 0:1, але футболіст наполе так і не вийшов.
1 лютого 2022 року В'єт Ань дебютував у національній збірній В'єтнаму, вийшовши на заміну замість Тран Дінь Тронга у першому таймі матчу проти КНР (3:1).
У січні 2024 року В'єт Ань був обраний тренером Філіпом Трусьє до складу з 26 гравців на Кубок Азії 2023 року. На турнірі забив гол у грі проти Іраку, відкривши рахунок у грі, втім у підсумку в'єтнамці програли 2:3 і посіли останнє місце у групі.

## Досягнення
- Чемпіон В'єтнаму: 2022[27]
- Володар Кубка В'єтнаму: 2020, 2022
- Володар Суперкубка В'єтнаму: 2019, 2020
- Чемпіон Ігор Південно-Східної Азії: 2021
- Віцечемпіон Південно-Східної Азії: 2022

Індивідуальні
- Найкращий молодий гравець року у В'єтнамі: 2020